# Subboreal tid

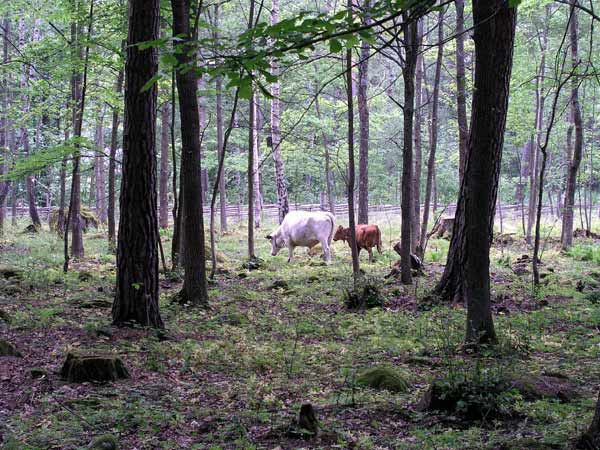
Betande kreatur öppnar upp landskapet

Subboreal tid kallas en klimatperiod som inföll c:a 3 800 - 600 f.Kr. Perioden utgör slutet av den c:a sextusen år långa postglaciala värmetiden. Vid början av subboreal tid skedde en viss temperatursänkning jämfört med den tidigare atlantiska tiden, men periodens medeltemperatur låg ändå 1-2 grader över dagens nivå. Termen används regionalt i Europa och motsvarar ungefär övergången mellan tidsåldrarna Northgrip och Meghalaya i den internationella indelningen av Holocen. 

Under subboreal tid åstadkommer människan för första gången i Skandinavien en märkbar effekt på miljön. Skogarna öppnas upp i samband med introduktionen av jordbruk och boskapsskötsel, den s.k. neolitiseringen. Denna utveckling är påtagligast i sydligaste Sverige, men är även synlig på lätta bördiga jordar längre norrut i landet.  I pollendiagrammen avtecknar sig i början en markant händelse, det s.k. almfallet, en plötslig minskning av andelen alm och andra ädla lövträd. Detta anses dock ha delvis naturliga orsaker (almsjukan), även om boskapsskötare kan ha påskyndat denna utveckling genom betande djur, lövtäkt och ringbarkning.
De första bönderna utnyttjade ett näringskapital som byggts i den s.k. brunjorden under tusentals år av den boreala och atlantiska tidens skogar. Redan efter några århundraden skedde en utarmning av marken, och en tilltagande (måttlig) försurning vilket märks i pollendiagrammen med arter karakteristiska för sura marker. Även ljusälskande arter som malört, mållor, maskros och blåklint invandrar under denna tid. Denna utveckling är långsam i början men tilltar mot slutet av den subboreala tiden, under bronsåldern. Längre mot norr var stora delar av Sverige ganska opåverkat, men utefter ådalar och bördiga områden kan denna utveckling skönjas upp till Dalarna - Hälsingland.
Under bronsåldern fortsätter öppnandet av landskapet, i vissa områden uppstod vidsträckta betesmarker med slån, en och hagtorn och med enstaka skogsdungar. Speciellt längs västkusten började ljunghedar att uppkomma som följd av svedjning och överbetning.

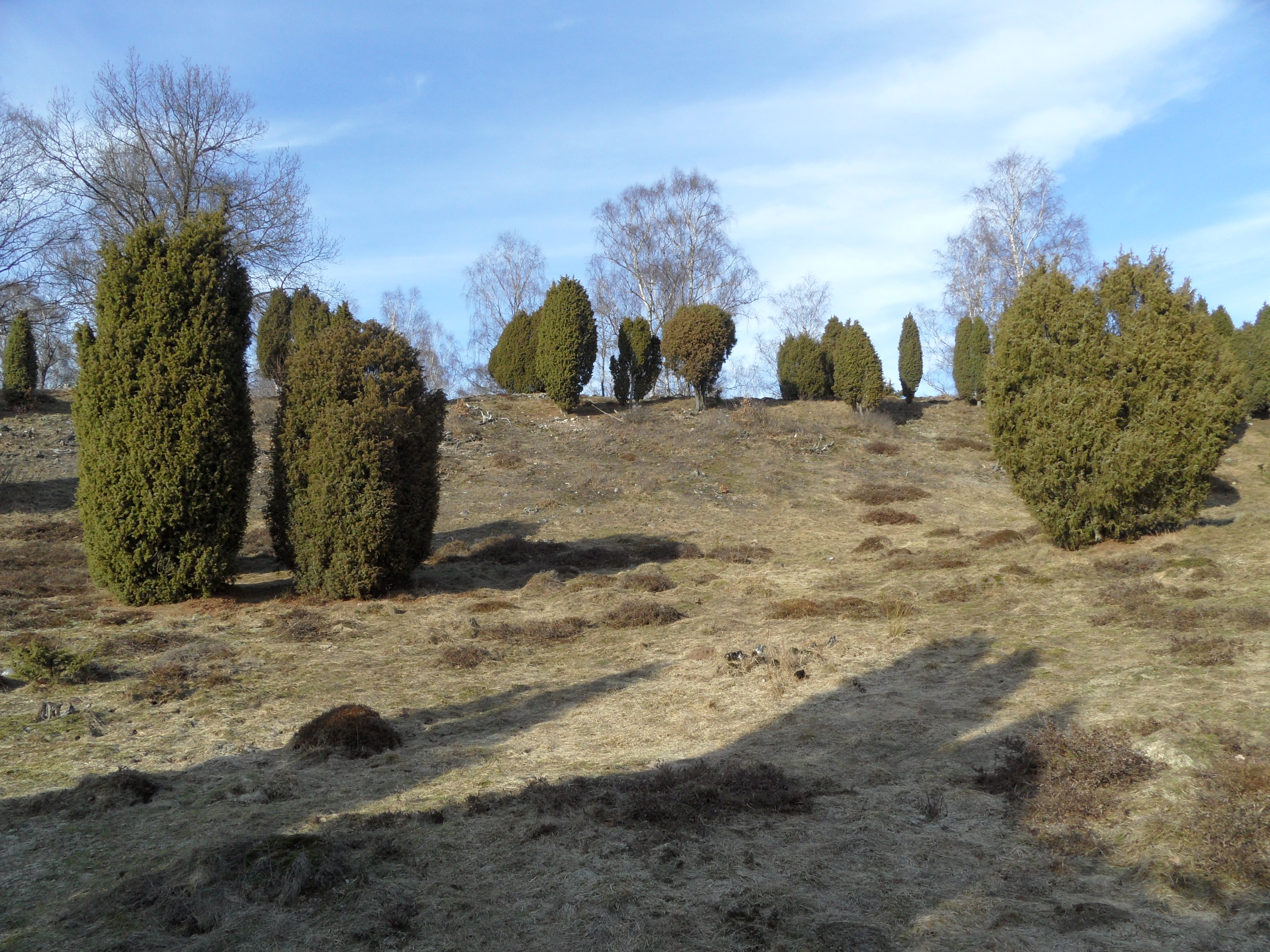
Helt öppnad betesmark

Trädslagen i den subboreala tidens skogar var till största delen samma som under den föregående atlantiska ädellövskogen: lind, ek, alm och ask. Två nykomlingar, bok och avenbok, invandrade från söder men ännu utan att bilda de välkända skånska bokskogarna.

Vid inledningen av subboreal tid befann sig Östersjön i den salta fas som betecknas Littorinahavet. En sista av de s.k. Littorina-transgressionerna inträffade c:a 2 000 f.Kr., en måttlig höjning av havsnivån på 1-2 meter, varvid stränder i södra Sverige översvämmades för att efter något århundrade på nytt friläggas.
Senare under perioden avklingade världshavens nivåhöjning som pågått sedan inlandsisens tillbakadragande. Samtidigt fortsatte den isostatiska landhöjningen i Skandinavien, framförallt i de norra delarna. Låglänta kustområden fortsatte att friläggas (regression), speciellt märkbart i östra Svealand. Även i Skåne och Danmark, där landhöjningen är låg men inte obefintlig, skedde en långsam tillväxt av strandområden, och trösklarna i Öresund och de danska Bälten grundades upp något under denna tid. Detta gjorde att salthalten sjönk i Östersjön vilket markerar inledningen av Limneahavet och dagens bräckta Östersjön.

Inom arkeologin omfattar den subboreala tiden perioderna neolitikum (yngre stenåldern, bondestenåldern) samt bronsåldern. Introduktionen av jordbruk och boskapsskötsel skedde redan vid periodens början, möjligen inom den s.k. Erteböllekulturen, men i huvudsak av den kultur som associeras med praktfulla stenkammargravar, nämligen trattbägarkulturen. Senare under 3 000-talet f.Kr. uppträdde den gropkeramiska kulturen, framförallt i de östligare delarna av södra Sverige, med ett näringsfång som delvis innebar en återgång till ett jägar/samlar-samhälle. Några århundraden senare övertas trattbägarkulturens jordbruks- och boskapstraditioner av stridsyxekulturen, i Danmark kallad Enkeltgravskultur. Stridsyxkulturen är också känd i Norge under samma tid, dessa traditioner är en yttring av den nordeuropeiska snörkeramiska kulturen.
Perioden 2 300 - 1 800 f.Kr. kallas senneolitikum eller kopparstenåldern och uppvisar de första metallföremålen (av ren koppar). Bronsåldern (1 800 - 500 f.Kr.) utgör slutet på den subboreala tiden.
I Norrland introducerades jordbruket något årtusende senare än i Sydskandinavien, och inom den s.k. skifferkulturen levde befolkningen i huvudsak av jakt, fiske och insamling av vilda växter. Liknande förhållanden rådde i Finland under den typiska/sena kamkeramiska kulturen. Senneolitikum motsvaras tidsmässigt i Finland av Kiukaiskulturen, innan finländsk bronsålder.
Mot slutet av perioden, c:a 800 f.Kr., skedde materiellt en uppdelning mellan södra och norra Norrland, där den norra delen uppvisar ett markant östligt inslag i fyndmaterialet med bl.a. asbestkeramik av finsk typ. Detta anses av vissa forskare som en föregångare till den samiska kulturen.

Subboreal tid utgör en del av den postglaciala tiden, Holocen. Närmast efter den subboreala tiden följer Subatlantisk tid vilken sträcker sig fram till nutid.
| Kvartär de senaste 2,58 miljoner åren | Kvartär de senaste 2,58 miljoner åren | Kvartär de senaste 2,58 miljoner åren | Kvartär de senaste 2,58 miljoner åren |
| Period (System)                       | Epok (Serie)                          | Ålder (Etage)                         | Miljoner år sedan                     |
| ------------------------------------- | ------------------------------------- | ------------------------------------- | ------------------------------------- |
| Kvartär                               | Holocen                               | Meghalaya                             | 0,004–0,000                           |
| Kvartär                               | Holocen                               | Northgrip                             | 0,008–0,004                           |
| Kvartär                               | Holocen                               | Greenland                             | 0,012–0,008                           |
| Kvartär                               | Pleistocen                            | Övre                                  | 0,129–0,012                           |
| Kvartär                               | Pleistocen                            | Chiba                                 | 0,774–0,129                           |
| Kvartär                               | Pleistocen                            | Calabria                              | 1,80–0,774                            |
| Kvartär                               | Pleistocen                            | Gela                                  | 2,58–1,80                             |
| Neogen                                | Pliocen                               | Piacenza                              | tidigare                              |

| Kvartär Klimatskeden i Norra Europa | Kvartär Klimatskeden i Norra Europa   | Kvartär Klimatskeden i Norra Europa |
| Glacial / Interglacial              | Stadial / Kron Syreisotopstadium, MIS | Tusental år sedan                   |
| ----------------------------------- | ------------------------------------- | ----------------------------------- |
| Flandern (Holocen) värmetid MIS 1   | Subatlantisk tid                      | 2,6–0,0                             |
| Flandern (Holocen) värmetid MIS 1   | Subboreal tid                         | 5,8–2,6                             |
| Flandern (Holocen) värmetid MIS 1   | Atlantisk tid                         | 9,0–5,8                             |
| Flandern (Holocen) värmetid MIS 1   | Boreal tid                            | 9,9–9,0                             |
| Flandern (Holocen) värmetid MIS 1   | Preboreal tid                         | 11,7–9,9                            |
| Weichsel istid                      | Yngre dryas                           | 13–11,7                             |
| Weichsel istid                      | Alleröd                               | 14–13                               |
| Weichsel istid                      | Äldre dryas                           | 14                                  |
| Weichsel istid                      | Bölling                               | 15–14                               |
| Weichsel istid                      | Äldsta dryas                          | 16–15                               |
| Weichsel istid                      | Weichsels huvudfas MIS 2              | 24–16                               |
| Weichsel istid                      | Mellersta Weichsel MIS 4–3            | 70–24                               |
| Weichsel istid                      | Odderade - MIS 5a                     | 80–70                               |
| Weichsel istid                      | Rederstall - MIS 5b                   | 90–80                               |
| Weichsel istid                      | Brörup - MIS 5c                       | 100–90                              |
| Weichsel istid                      | Herning - MIS 5d                      | 115–100                             |
| Eem                                 | Eem - MIS 5e                          | 126–115                             |
| Saale istid                         | Warthe - MIS 6 Drenthe - MIS 6        | 200–126                             |
| Saale istid                         | Dömnitz - MIS 7                       | 240–200                             |
| Saale istid                         | Fuhne - MIS 8                         | 300–240                             |
| Holstein                            | MIS 9                                 | 320–300                             |
| Elster                              | MIS 10                                | 380–320                             |
| Cromer                              | MIS 21–11                             | 860–380                             |
| Bavel                               | MIS 63–22                             | 1800–860                            |
| Menap                               | MIS 63–22                             | 1800–860                            |
| Waal                                | MIS 63–22                             | 1800–860                            |
| Eburon                              | MIS 63–22                             | 1800–860                            |
| Tegelen                             | MIS 103–64                            | 2600–1800                           |
| Pretegelen                          | MIS 103–64                            | 2600–1800                           |